# Aquilonastra limboonkengi
Aquilonastra limboonkengi is een zeester uit de familie Asterinidae.
De wetenschappelijke naam van de soort werd in 1927 gepubliceerd door G.A. Smith.